# Teatro comunale Garibaldi
Il teatro comunale Garibaldi noto come “Il Garibaldi” è il principale teatro della città di Bisceglie.

## Storia

### Dal XVII secolo all'Unità d'Italia

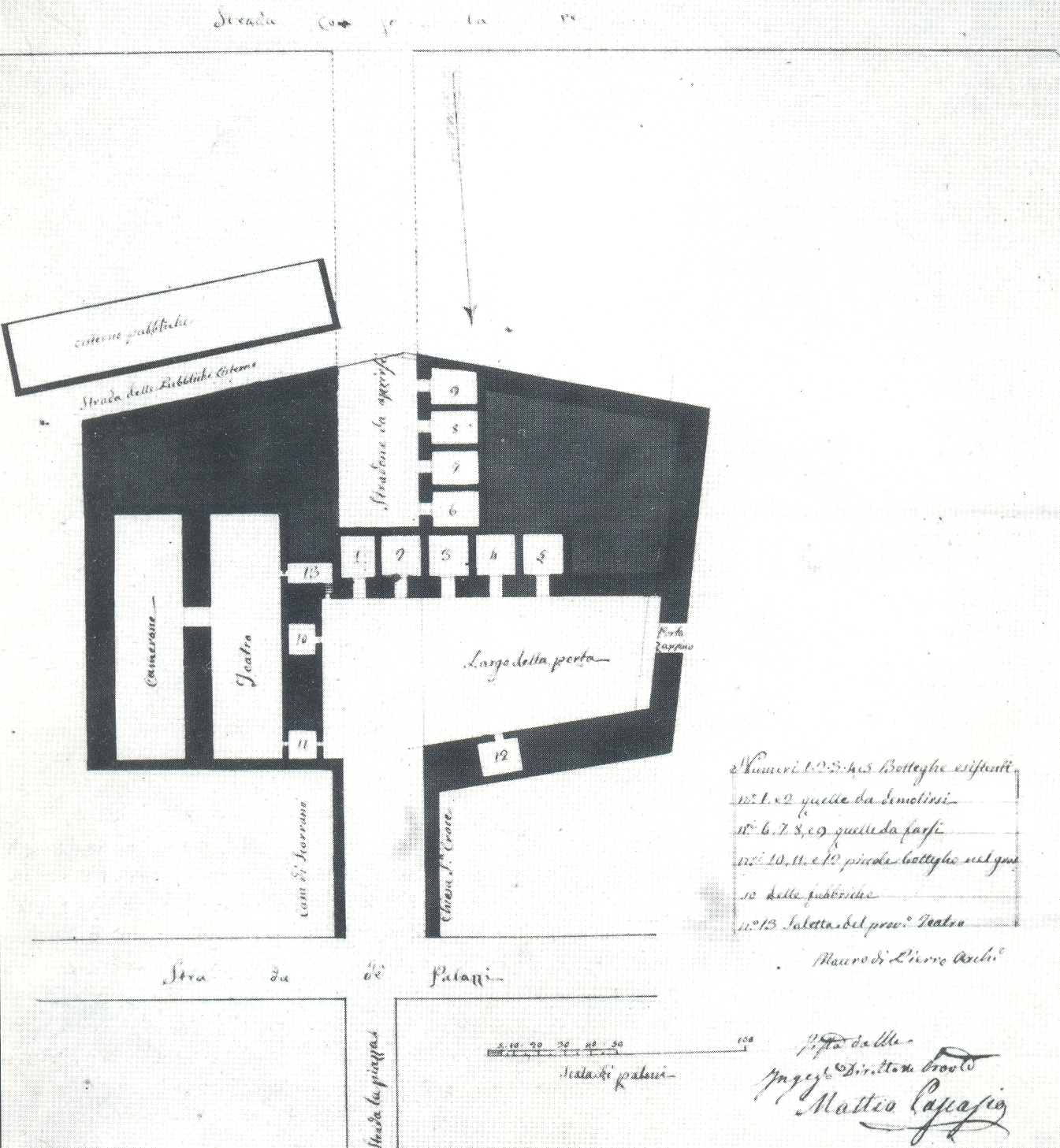
Pianta del teatro “La polveriera”

Il teatro “Garibaldi” fu edificato sul suolo ove già agli inizi del Settecento esisteva uno dei teatri più grandi del regno di Napoli.
Qui, nel bastione principale della città detto di porta Zappino o “la polveriera”, fu ricavata una sala ad anfiteatro con due gradinate in muratura, adibita a teatro pubblico dove si davano spettacoli molto seguiti.

Nel 1768 il notaio Giuseppe Pasquale, nelle sue memorie sulla città di Bisceglie, riportava l'esistenza di un teatro comodo ed ampio nel quale si tenevano frequenti spettacoli di vario genere.
Dopo qualche anno, nel 1774, il teatro di Bisceglie venne definito dallo storico De Luca “...il migliore che sia in Puglia per la grandezza e per la bellezza, essendo comodo per un migliaio di spettatori che intorno tengono i sedili, quando si rappresentano commedie, al che i cittadini sono moltissimo inclinati e adattati”.

Nonostante le alterne vicende legate alla trasformazione dei locali, il teatro “della polveriera” funzionò fino al 1861, anno in cui fu distrutto per far posto alla costruzione di un nuovo teatro.

### Dal 1861 ai giorni nostri

Planimetria del suolo risalente al 1875 del teatro “Garibaldi”

Nel 1861 l'Amministrazione comunale decise di ricostruire il teatro sullo stesso suolo della “polveriera”. Il progetto venne affidato all'architetto Giuseppe Albrizio che ne elaborò una prima soluzione con tre ordini di palchi e con un porticato antistante su tutto il lato dell'attuale piazza Margherita per l'ingresso delle carrozze.

Per la costruzione del nuovo teatro si rese necessario avviare l'esproprio di alcuni suoli circostanti all'area occupata dalla demolita “polveriera”. I lavori furono avviati nel 1861 e nel luglio dello stesso anno vennero sospesi poiché il nuovo teatro occupava il giardino antistante l'abitazione di un notabile biscegliese.

Il 16 ottobre del 1862 Vittorio Emanuele II, con regio decreto, dichiarò di pubblica utilità il completamento del teatro e autorizzò il Comune all'esproprio coatto dei suoli necessari per tale scopo.

L'inizio travagliato del cantiere indusse l'Amministrazione a modificarne il progetto iniziale rinunciando alla costruzione del porticato laterale.

I lavori ripresero rapidamente e vennero affidati per le opere murarie all'impresa dei fratelli Bruni e per le macchine di scena, il palcoscenico ed una tettoia all'esperto macchinista Eusebio Radicchi.

Nel 1863 venne demolito il bastione di porta Zappino per creare uno spazio prospettico antistante al teatro.

Nel 1865 il Comune di Bisceglie bandì un concorso per il progetto dell'ornato, della scena e del telo per il nuovo teatro, a cui parteciparono diversi artisti, e nel maggio dell'anno successivo l'Amministrazione scelse i disegni del napoletano Giuseppe Castagna.

Nel 1870, finiti i lavori di muratura, vennero appaltate al tranese Anselmo Dionisio le opere di decorazione del soffitto, gli arredi interni, la scenografia ed il sistema dell'illuminazione. Al termine dei lavori il teatro presentava una elegante facciata esterna secondo un linguaggio architettonico neoclassico, mentre lo spazio interno era organizzato con una platea disposta a ferro di cavallo rispetto alla scena contenente 200 posti e tre ordini di palchi, per un totale di 600 posti.

Il teatro venne inaugurato il 9 novembre 1872 con la rappresentazione del Rigoletto di Giuseppe Verdi e fu dedicato all'eroe dei due mondi. Giuseppe Garibaldi, invitato dal Comune a presenziare all'inaugurazione, non potendo partecipare, inviò dalla sua dimora presso l'isola di Caprera una lettera di ringraziamento e di scuse.

Nel 1875 venne approvato il Regolamento teatrale, secondo cui le prime due file di palchi erano riservate alle famiglie più in vista e destinate alle autorità, mentre la terza fila era destinata agli artigiani.

Dopo venti anni di attività dalla inaugurazione la struttura teatrale manifestò alcuni problemi strutturali, che lo resero inagibile per poco più di un decennio. Nel 1892 le capriate lignee del tetto vennero sostituite da incavallature in acciaio progettate dall'ingegnere barese Guglielmo Lindemann. Nel 1910 furono intrapresi una serie di lavori di decorazione della facciata, e nei due anni successivi si procedette alla sostituzione dell'impianto di illuminazione a gas con quello elettrico.

Durante il periodo di chiusura forzata del teatro Garibaldi le attività teatrali si svolsero nei seguenti luoghi: nel teatrino ricavato nel 1892 nel trappeto Ventura che riusciva ad ospitare 100 spettatori; nel teatro in legno “Politeama Arena del Popolo” eretto nel 1893 in via San Matteo e che poteva ospitare 370 spettatori, ed infine in un teatro provvisorio in legno costruito in piazza Mercato (nota attuale piazza San Francesco in prossimità del luogo dove attualmente sorge il cinema – teatro Politeama Italia) con una capacità di 400 posti.

Durante la prima guerra mondiale il teatro Garibaldi fu utilizzato come deposito di alimenti e come cinematografo. Negli anni successivi riprese regolarmente la sua attività artistica.

Nel 1954 il teatro fu trasformato in cinema e vennero abbattute le strutture dei palchi.

Nel 1981 la Soprintendenza dei Monumenti dichiarava il teatro un bene storico – artistico tutelandolo con la Legge n. 1089/39.

Nel 1984, dopo il tragico rogo del Cinema Statuto di Torino, un'ordinanza comunale stabilì la chiusura del cinema-teatro Garibaldi per il mancato adeguamento della struttura alle vigenti norme sulla sicurezza.

Nei primi anni Novanta l'Amministrazione affidò il progetto per il recupero del teatro e per la progettazione degli impianti tecnologici agli architetti Boeri - Mirizzi.

Il 7 luglio del 2003 il teatro Garibaldi è stato restituito alla sua Città nella sua antica destinazione d'uso.
Nella sua lunga storia il teatro annovera elenchi artistici e repertori molto ricchi

## Descrizione

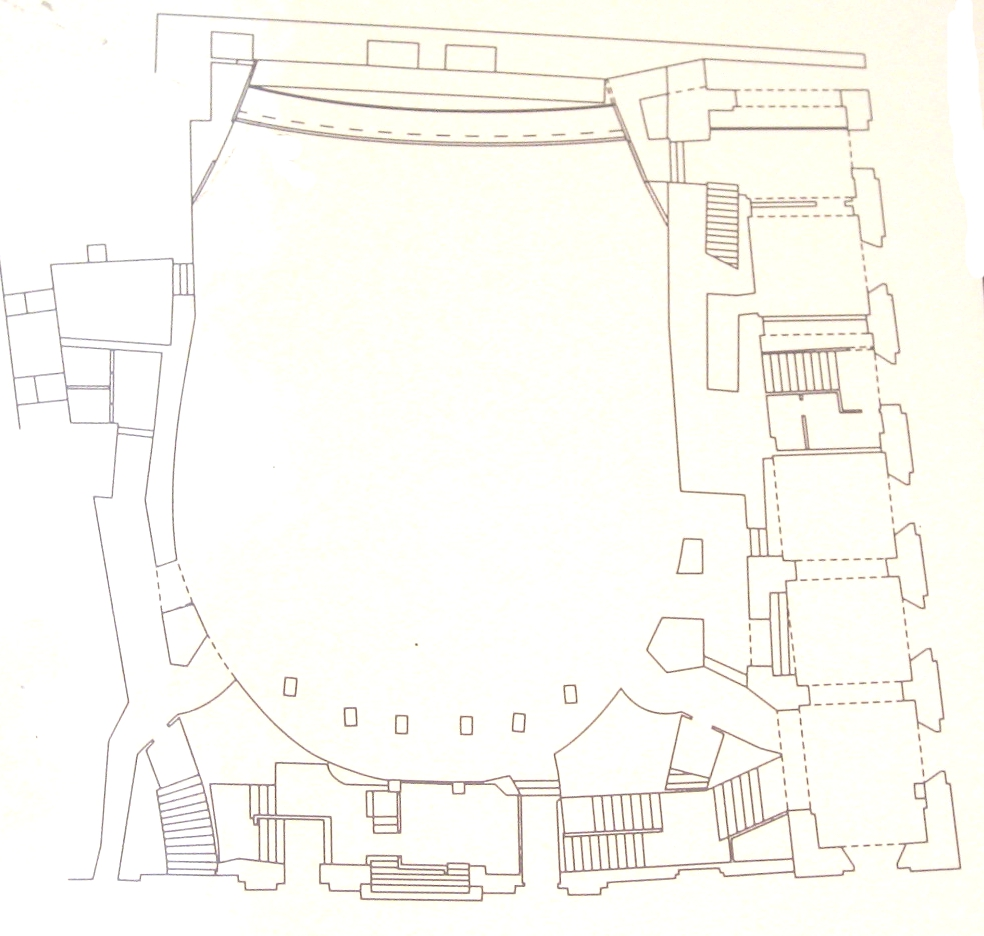
Pianta del teatro “Garibaldi”

Il teatro Garibaldi è stato riaperto il 7 luglio  2003 dopo un lungo periodo di ristrutturazione statica, degli spazi interni e di restauro dei corpi di fabbrica esterni. 

Attualmente il teatro conserva la cortina muraria esterna originaria, secondo un linguaggio architettonico neoclassico, mentre gli spazi interni, pur conservando in pianta l'impostazione tipologica a ferro di cavallo e la disposizione originaria del foyer, presentano un aspetto contemporaneo caratterizzato da ampi balconi che si affacciano sul palco e si sviluppano su due livelli.

L'attuale capacità è di 230 posti in platea e 170 tra le due gallerie per un totale di 400 spettatori.

La gestione artistica del teatro è affidata al consorzio Teatro Pubblico Pugliese.

## Galleria d'immagini

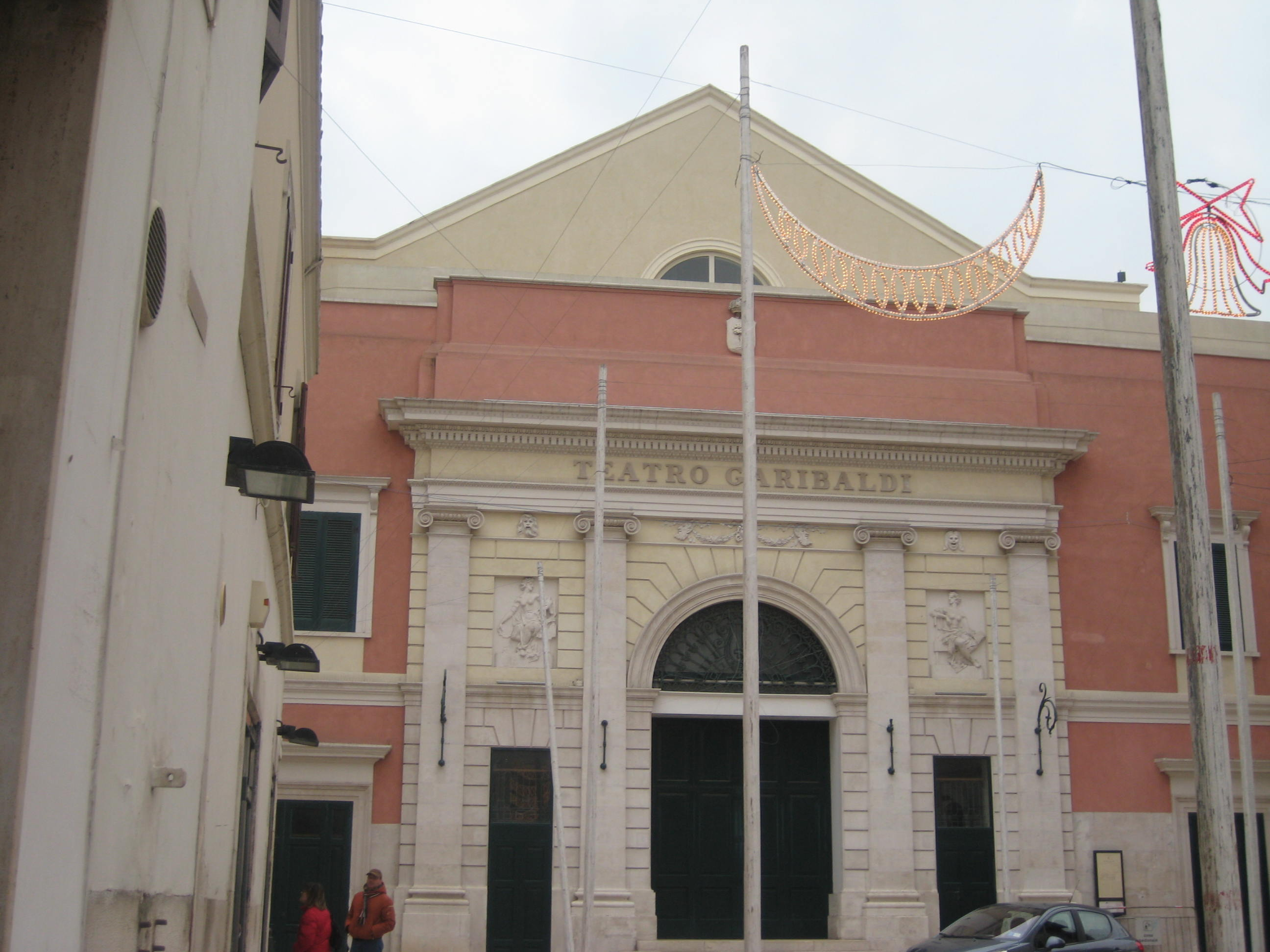
Facciata monumentale del teatro
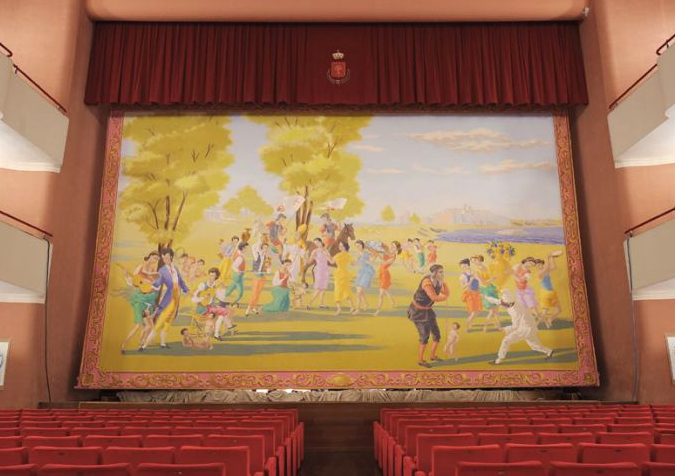
Il telo panoramico della scena
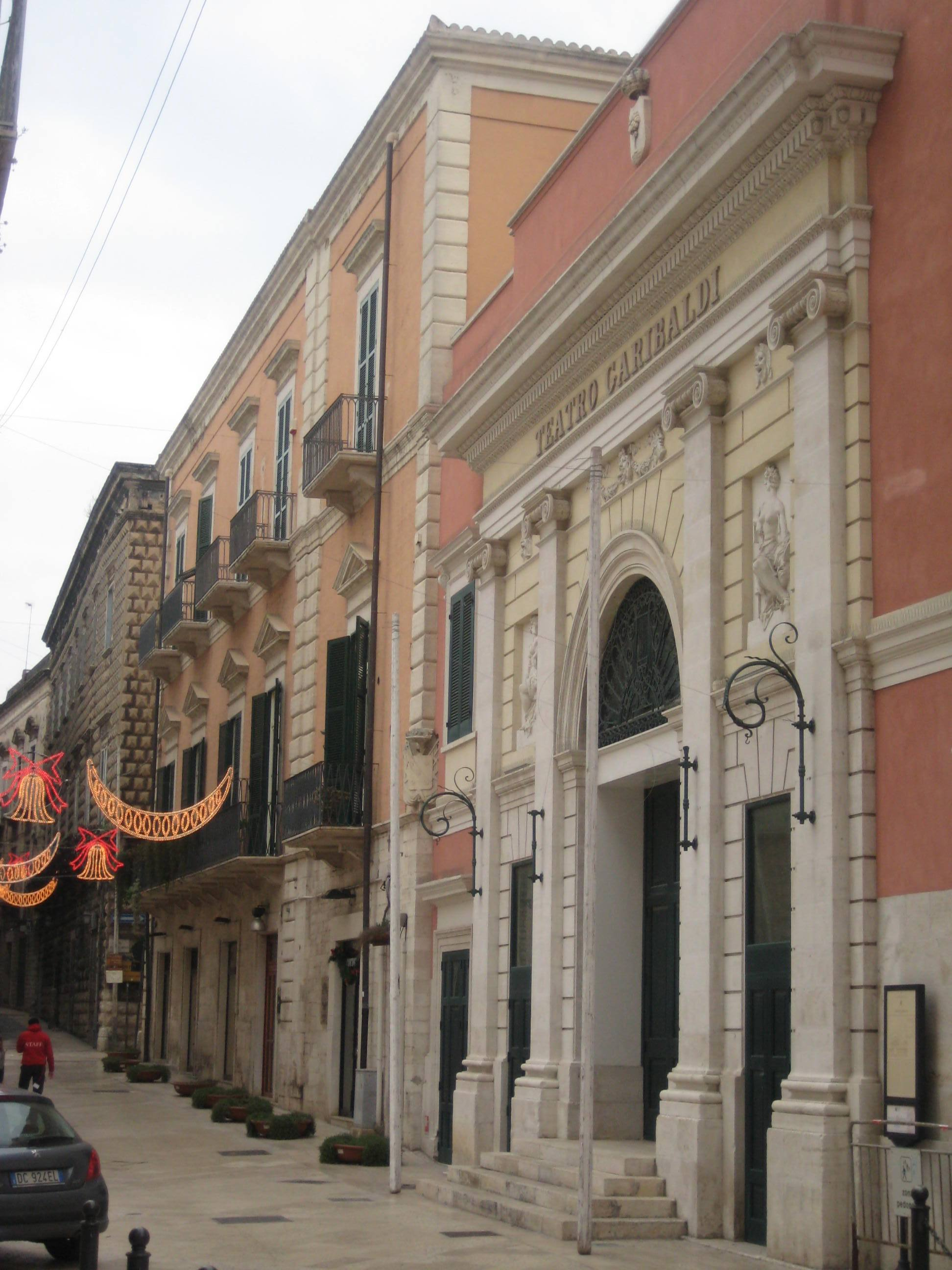
Scorcio del teatro
Il teatro agli inizi del Novecento
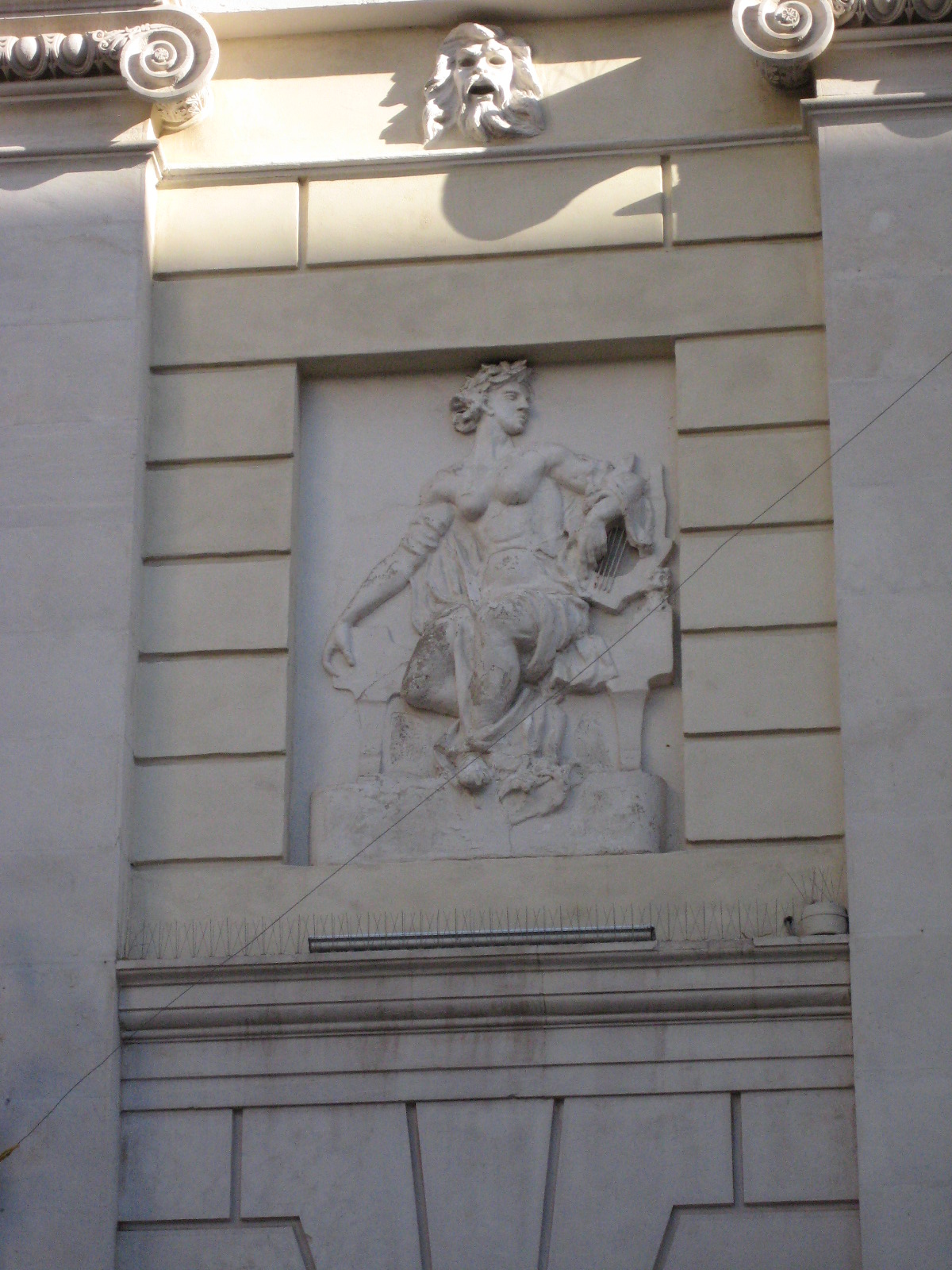
Stucco di figura femminile sul lato sinistro della facciata
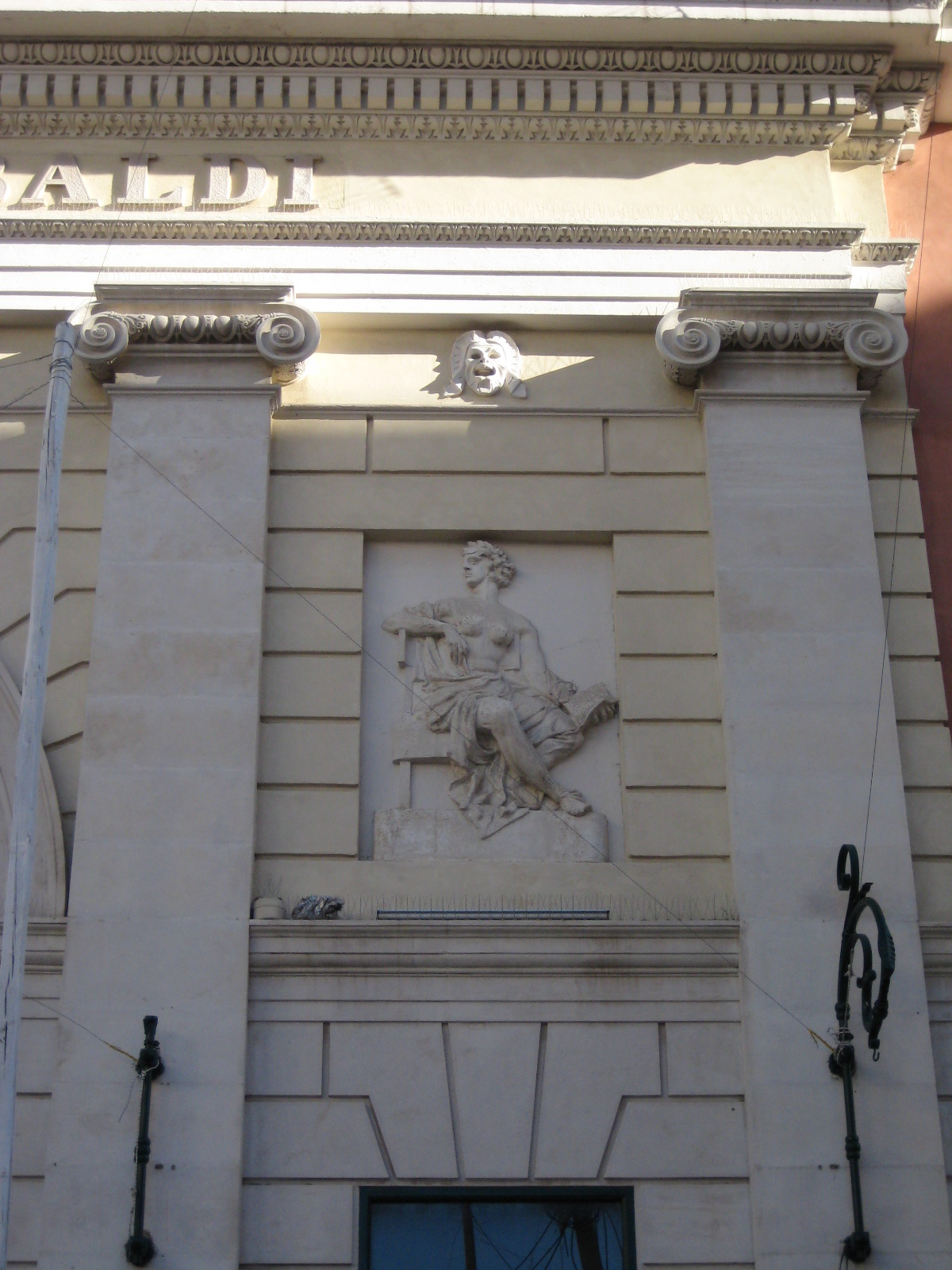
Stucco di figura femminile sul lato destro della facciata
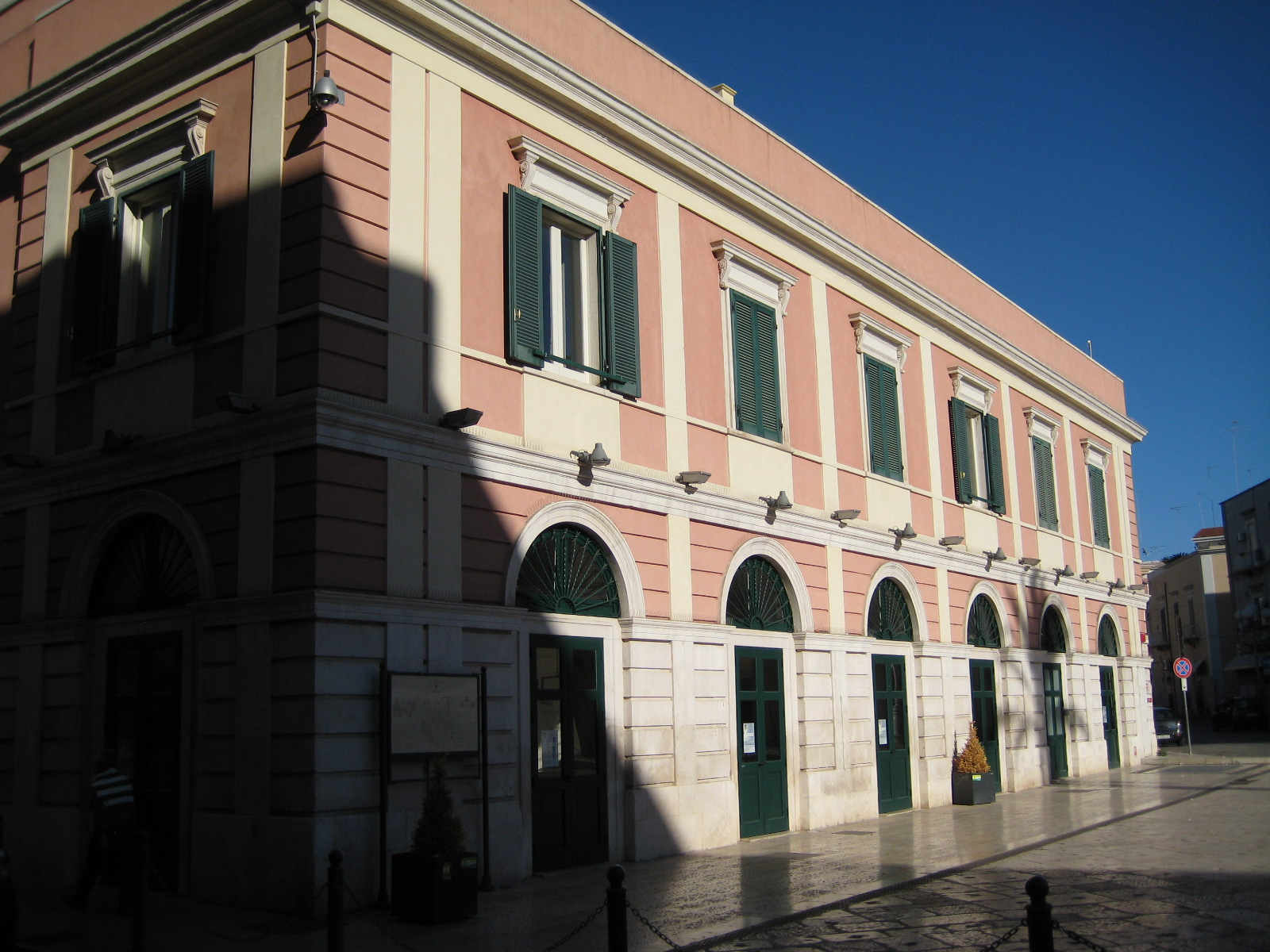
Galleria laterale